# Будли (скандинавская мифология)
Будли (др. исл. Buđli, также Osiđ, ср. верх. нем. Botelung) — герой скандинавского и немецкого эпосов, отец «гуннского конунга» Атли, которого отождествляют с вождём гуннов Аттилой, Брюнхильды, Оддрун и Бекхильды. Основатель рода Будлунгов.

## В произведениях
Будли упоминается в «Старшей Эдде», «Младшей Эдде», «Саге о Вельсунгах» и «Песни о Нибелунгах». В норвежской «Саге о Тидреке Бернском» (и её более поздних шведских переработках) назван конунгом Фризов. Его сын Атли становится гуннским правителем, завоевав Гунналанд, которым правил конунг Милиас.
Согласно «Noregr byggðist», Будли был отцом Атли, Брюнхильд и Сёрли.
В «Песни о Нибелунгах» Ботлунг (или Будли) упоминается в авентюре XXI как отец Этцеля (или Атли, или Аттилы).

## Аналоги
- Приском Панийским отец реального Аттилы назван Мундзуком.
- В венгерских легендах отец Аттилы назван Бендегузом, потомком Нимрода.